# Сонячна черепиця

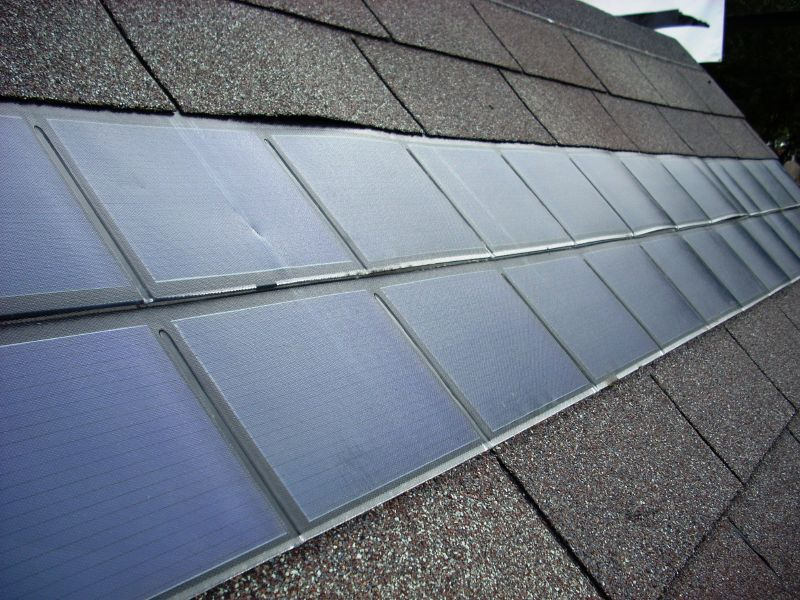
Сонячна черепиця на даху

Сонячна черепиця, також звана фотовольтаїчна черепиця, — це сонячні батареї, розроблені, щоб виглядати та функціонувати як звичайні покрівельні матеріали, такі як асфальтова черепиця або шифер, виробляючи при цьому електроенергію. Сонячна черепиця – це тип рішення для сонячної енергії, відомий як інтегрована фотовольтаїчна система (BIPV).
Сонячна черепиця може мати різні розміри та форми, що залежать від конкретного типу. Масивні панелі зазвичай замінюють ряд звичайних черепиць, тоді як напівжорсткі конструкції містять кілька кремнієвих сонячних батарей, які більш схожі на звичайну черепицю. Тонкоплівкові сонячні батареї використовуються в новіших системах та можуть мати форму традиційної черепиці. Різні типи сонячної черепиці можуть мати різні характеристики, такі як ефективність, вартість та естетичний вигляд. Існують також продукти, які використовують більш традиційну кількість кремнієвих сонячних елементів на панель, що досягає номінальної потужності 100 Вт постійного струму на черепицю. 
Сонячна черепиця виробляється кількома компаніями.   

## Історія
Сонячна черепиця стала комерційно доступною в 2005 році 
В інтерв’ю Reuters у 2009 році представник Dow Chemical Company оцінив, що їх вихід на ринок сонячної черепиці принесе 5 мільярдів доларів доходу до 2015 року та 10 мільярдів доларів до 2020 року. Сонячна черепиця Dow, відома як POWERHOUSE Solar System, вперше стала доступною в Колорадо в жовтні 2011 року. Сонячна система POWERHOUSE 3-го покоління була ліцензована RGS Energy на комерціалізацію з 2017 по 2020 рік, коли RGS Energy подала заяву про банкрутство.  
У жовтні 2016 року Tesla увійшла в сферу виробництва сонячної черепиці у спільне підприємство з SolarCity .  У січні 2022 року корпорація GAF Materials оголосила про початок продажу сонячної черепиці. 

## Опис
Сонячна черепиця - це набір фотоелектричних модулів, які здатні збирати енергію від сонячного світла та перетворювати її на електричну енергію. Більшість сонячних черепиць має розмір 12 дюймів на 86 дюймів (300 мм на 2 180 мм) і може бути встановлена безпосередньо на покрівельне покриття. Після установки вона створює відкриту поверхню завширшки 5 дюймів на 86 дюймів (130 мм на 2 180 мм). Різні моделі черепиці мають відмінні вимоги до монтажу, деякі можуть бути встановлені безпосередньо на руберойд, спільно зі звичайною асфальтобетонною черепицею, тоді як інші можуть потребувати спеціального монтажу.
Деякі перші виробники використовували сонячні тонкоплівкові технології, такі як CIGS, для виробництва електроенергії, які менш поширені в сонячній промисловості, ніж кремнієві елементи. Сучасні виробники, наприклад RGS Energy, CertainTeed та SunTegra, вирішили використовувати стандартні кристалічні кремнієві сонячні елементи у своїх продуктах для сонячної черепиці, таких як POWERHOUSE 3.0, Apollo II і SunTegra Shingle відповідно. Деякі методи монтажу рішень для сонячної черепиці можуть бути простішими, ніж традиційні панелі, тому що вони уникають необхідності розташування крокв і встановлення за допомогою процесу, який більше схожий на асфальтну черепицю, а не на стандартні сонячні панелі.
Зазвичай, покрівля, викладена сонячною черепицею, має темний, глибокий відтінок, такий як багряно-блакитний або чорний, що робить її подібною до більшості інших дахів. Багато власників будинків вибирають сонячну черепицю, оскільки вона не виглядає як великі сонячні батареї, які можуть бути дуже помітними та зіпсувати зовнішній вигляд будинку.  

## Вартість
Вартість сонячної черепиці може коливатися від $3,80 до $9,00 за ват в залежності від виробника, використовуваної технології та розміру системи.  За даними Асоціації сонячної енергетики, станом на травень 2019 року середня вартість встановлення традиційної сонячної панелі для житлових будинків у Сполучених Штатах становила трохи більше 3,00 доларів США за ват.  Хоча встановлення сонячної черепиці зазвичай дорожче, ніж традиційних сонячних панелей, останнім часом деякі компанії, починаючи з 2014 року, зробили крок вперед, щоб зменшити розрив між встановленою вартістю переходу на звичайні сонячні панелі та з черепицею.
Відповідно до звітів Dow Chemical Company, типова житлова установка, що складається з 350 шматків сонячної черепиці, може коштувати щонайменше 20 000 доларів США; однак федеральні та державні заохочення залежно від місця можуть значно знизити вартість. 
Ціна на установку сонячних батарей може варіюватися в залежності від різних факторів, таких як розмір будинку, кількість панелей, необхідних для задоволення енергетичних потреб, складність монтажу та рівень конкуренції на ринку. Придбання обладнання, підготовка та подання дозволу, реєстрація в місцевій комунальній компанії, гарантії на якість робіт і повне встановлення на місці - ці складові можуть бути включені в повну ціну на установку сонячних батарей. Однак, варто пам'ятати, що окремі підрядники можуть пропонувати різні пакети послуг, тому власникам будинків слід ретельно порівнювати пропозиції різних підрядників перед прийняттям рішення про встановлення сонячних батарей. Оскільки фотовольтаїка виробляє електроенергію у формі постійного струму (DC), а стандартом у будинках є змінний струм (AC), усі підключені до мережі сонячні установки містять інвертор для перетворення постійного струму в змінний.

## Дивись також
- BIPV[en]
- Розвиток енергетики[en]
- Зелені технології
- Сонячна енергія
- Тонкоплівкові сонячні батареї